# اونال اوستل
اونال اوستل (متولد ۱۹۵۵) یک سیاستمدار ترک قبرسی است که در حال حاضر از ۱۲ مه سال ۲۰۲۲ به عنوان نخست‌وزیر قبرس شمالی خدمت می‌کند.

## زندگی‌نامه
اوستل در سال ۱۹۵۵ در پافوس به دنیا آمد و از دانشکده دندانپزشکی دانشگاه استانبول در سال ۱۹۹۱ فارغ‌التحصیل شد. در مجلس جمهوری برای گیرنه به عنوان عضو حزب وحدت ملی و معاون رئیس اتاق شد، او این سمت را بین سال‌های ۲۰۰۱ و ۲۰۰۲ داشت. در سال ۲۰۰۳ مجدداً انتخاب شد و در سال ۲۰۰۹ به مجلس بازگشت و در سال ۲۰۱۳ مجدداً انتخاب شد. سپس برای دومین بار بین ۴ سپتامبر ۲۰۱۳ و ۹ اکتبر ۲۰۱۵ به عنوان نایب رئیس اتاق انتخاب شد
در ۶ آوریل ۲۰۱۱ اوستل به عنوان وزیر گردشگری، فرهنگ، جوانان و محیط زیست به عضویت دولت ایرسن کوچوک درآمد. او در آنجا برای مدتی به عنوان وزیر فواید عامه خدمت کرد تا اینکه در ۲۰ فوریه ۲۰۲۱ پس از برکناری علی پیلی وزیر بهداشت شد. تا ۵ نوامبر ۲۰۲۱ این سمت را بر عهده داشت، سپس در ۲۱ فوریه ۲۰۲۲ پس از تشکیل دولت جدید، وزیر کشور شد.
اونال اوستل در ۱۲ مه سال ۲۰۲۲ پس از تشکیل موفقیت‌آمیز دولت به عنوان نخست‌وزیر قبرس شمالی، کار خود را آغاز کرد.

## زندگی شخصی
اوستل متأهل و دارای دو فرزند است.